# Angela Beard
Pour les articles homonymes, voir Beard.
Angela Beard, née le 16 août 1997 à Meadowbrook en Australie, est une footballeuse internationale australienne puis philippine. Elle joue au poste de défenseure.

## Biographie

### En club
Beard fait ses débuts avec Brisbane Roar le 14 septembre 2014 lors d'un match contre Perth Glory. Elle joue cinq matchs pour l'équipe au cours de la saison 2014-2015 de la W-League. Les Roar terminent à la sixième place lors de la saison régulière.
De retour chez les Roar pour la saison 2015-2016 de la W-League, Beard aide l'équipe à terminer à la quatrième place pendant la saison régulière, s'assurant ainsi une place pour les séries éliminatoires. Lors d'un match contre Western United le 9 janvier, Beard inscrit un but à la troisième minute du temps additionnel portant le score final à 4-0. Lors du match de demi-finale contre les champions de la saison régulière Melbourne City, le Roar sont battus 5-4 dans une séance de tirs au but après que 120 minutes de temps réglementaire et de prolongation n'aient produit aucun but pour les deux parties.
Beard est nommée en novembre 2015 pour le prix du jeune footballeuse de l'année 2015-2016 de la W-League. À propos de cette nomination, elle déclare : « Ce n'est que ma deuxième saison dans la Westfield W-League et je me sens très privilégiée d'être reconnue à ce stade précoce de ma carrière ». Après sa performance lors de la demi-finale de la W-League 2016 contre Melbourne City, la capitaine de l'équipe et internationale australienne Clare Polkinghorne déclare : « Elle a une très belle carrière devant elle. Elle n'a que 18 ans, elle va devenir une véritable force dans le football australien ». Elle est ensuite nommée Joueuse de l'année par le club.
Le 19 septembre 2017, Beard rejoint Melbourne Victory pour un contrat d'un an, retrouvant ainsi l'entraîneur Jeff Hopkins. Beard signe un contrat de deux ans avec Melbourne Victory.
En juin 2021, Beard s'engage avec le club danois du Fortuna Hjørring, rejoignant ainsi les Australiennes Indiah-Paige Riley, Alexandra Huynh et Clare Wheeler.
En janvier 2023, Beard revient en Australie pour rejoindre Western United, club d'expansion de la A-League Women, pour un contrat de deux ans.

### En sélection
Beard représente l'Australie dans les équipes nationales des moins de 17 ans et des moins de 20 ans. En janvier 2016, elle est convoquée au camp d'entraînement de l'équipe nationale australienne. En septembre 2021, Beard fait ses débuts en équipe nationale lors d'un match amical contre l'Irlande.
Beard est éligible pour représenter les Philippines grâce à sa mère, qui est originaire de Cebu. Le 2 octobre 2022, Beard est invitée au camp d'entraînement des Philippines avant les matchs amicaux de l'équipe contre le Costa Rica. En juin 2023, Beard est nommée dans l'équipe provisoire de 29 joueuses pour la Coupe du monde 2023.
Lors de la Coupe du monde 2023, elle est titulaire en défense.